# چسکی تیه‌شین
چــِسکی تیه‌شین (به چکی: Český Těšín) شهری در منطقه موراویا-سیلزیا کشور جمهوری چک است که جمعیت آن در سال ۲۰۰۷ میلادی ۲۵٫۷۸۰ نفر بوده‌است.

## نگارخانه

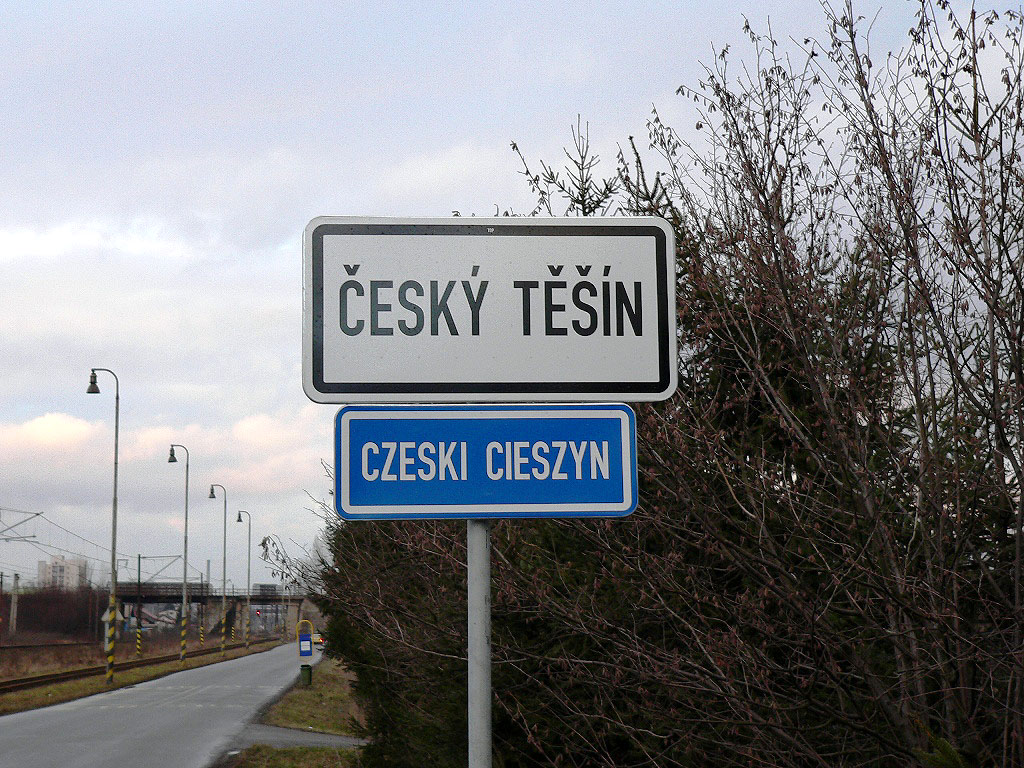
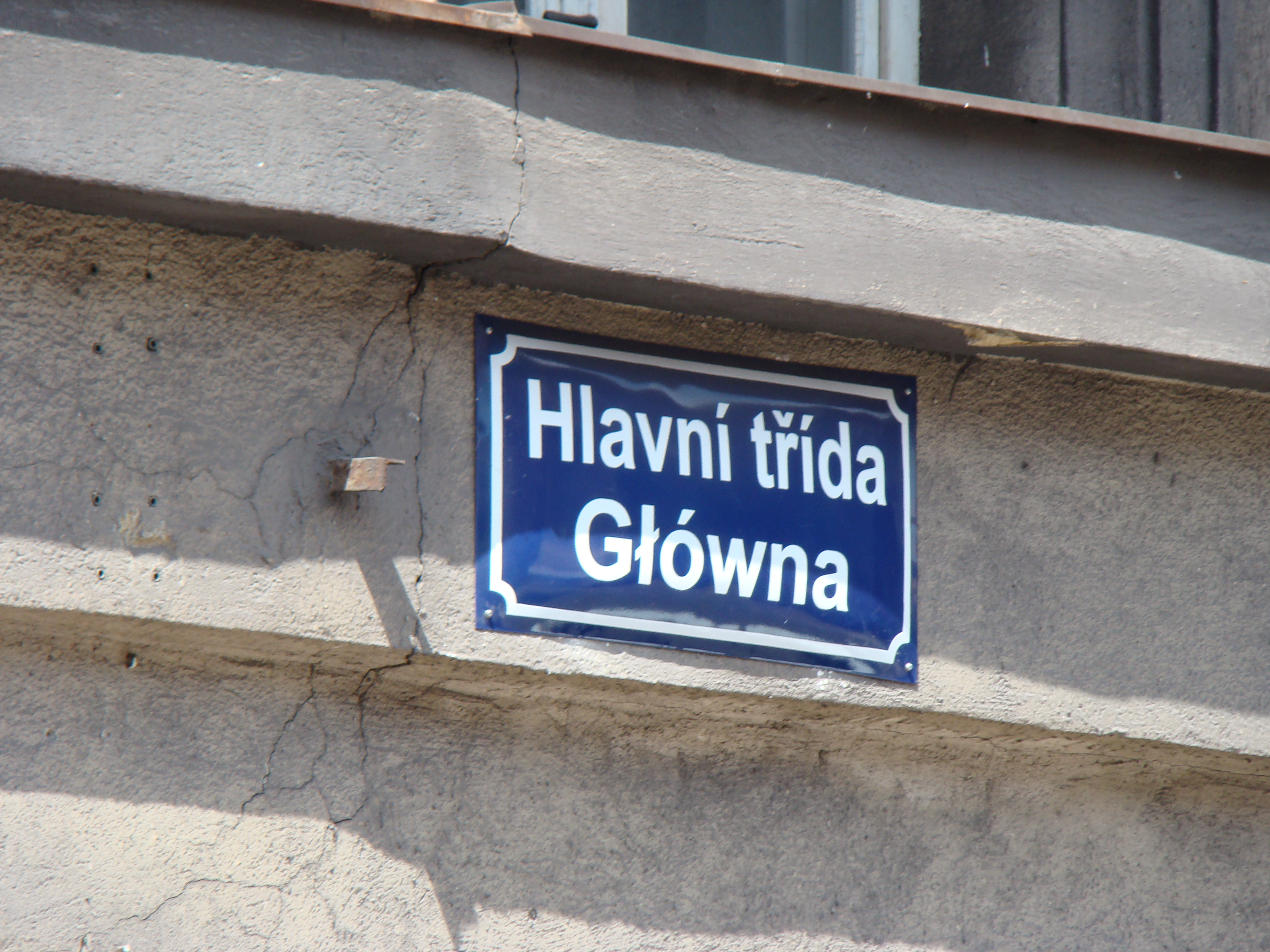
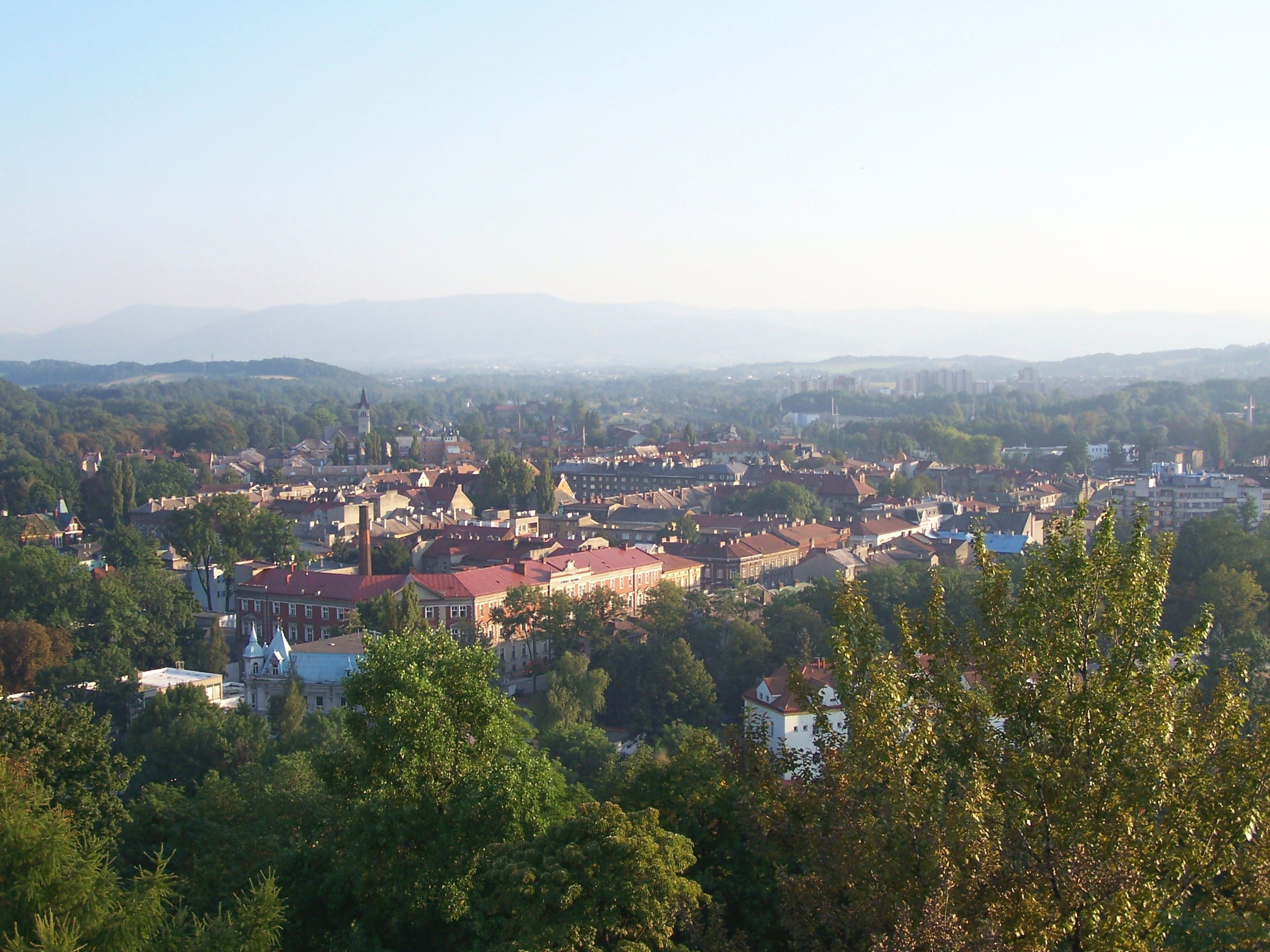
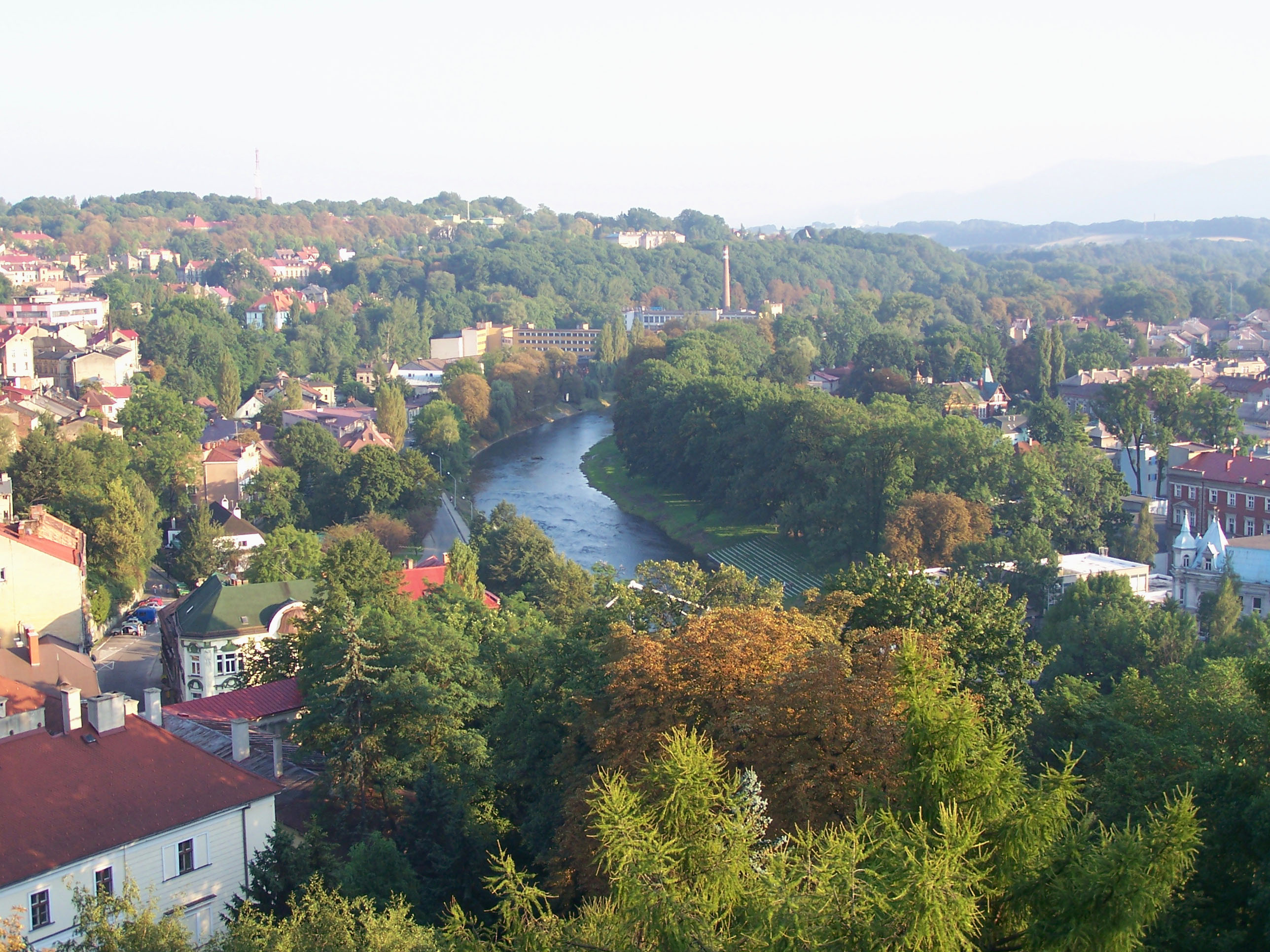
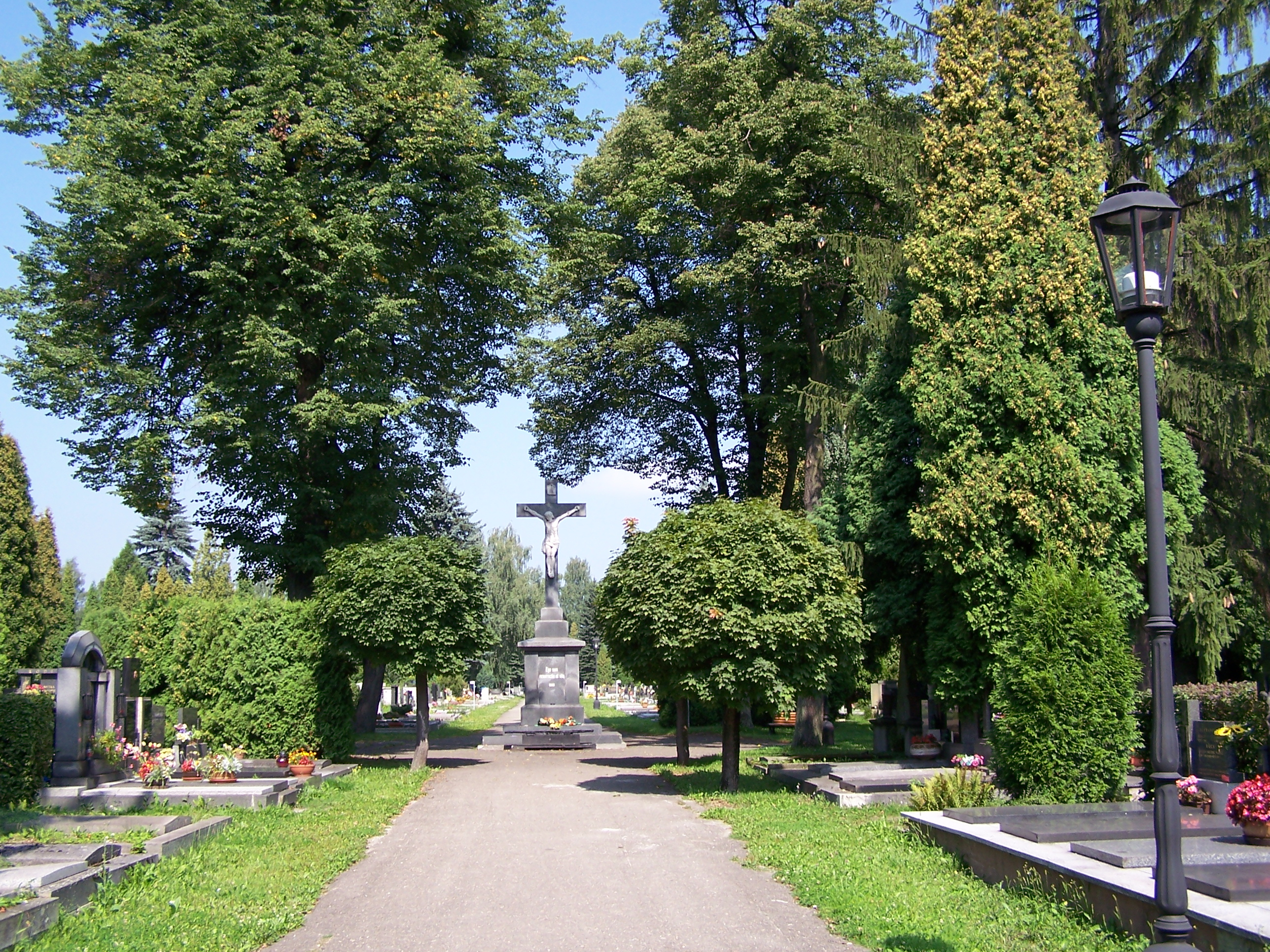
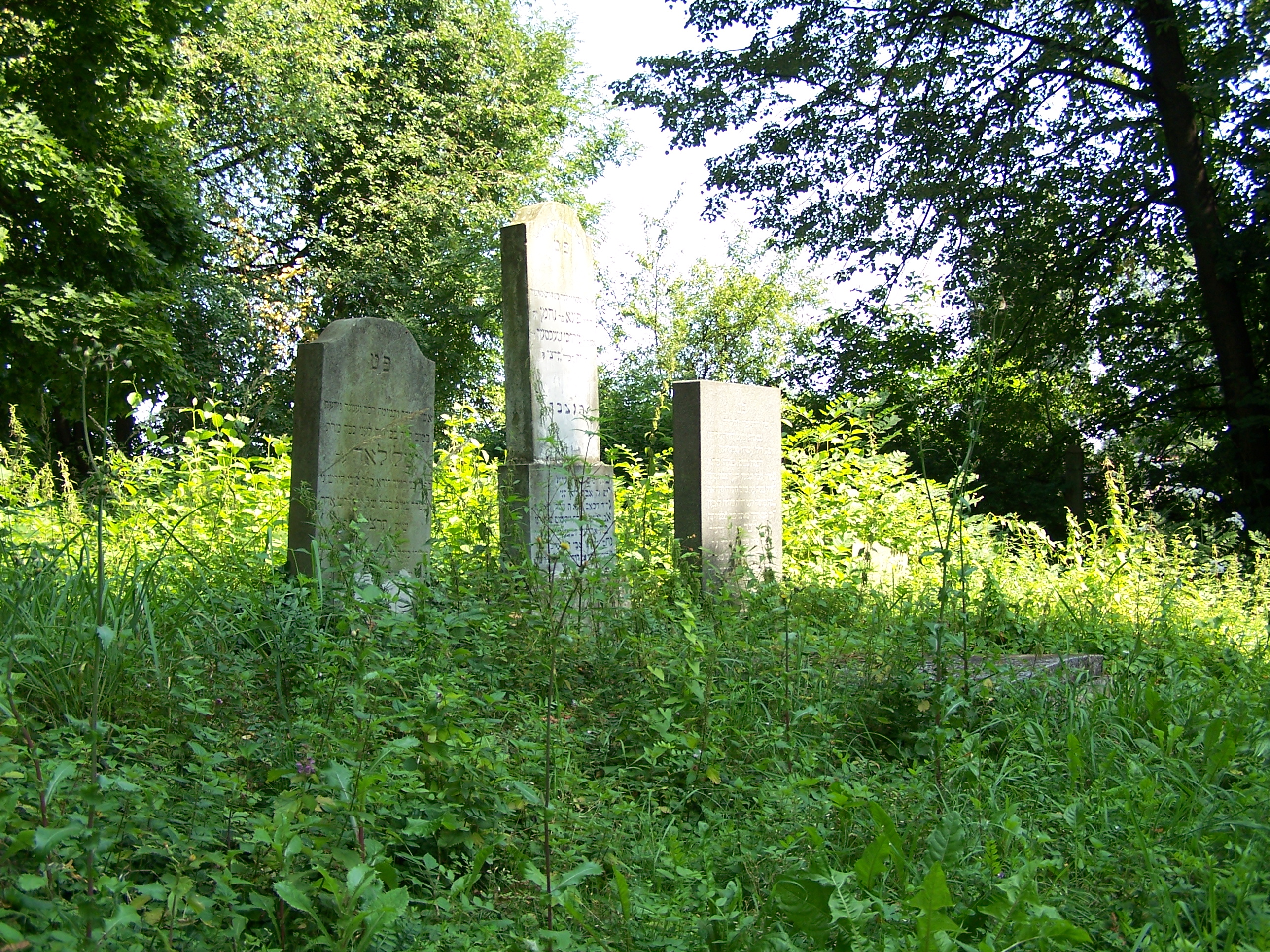
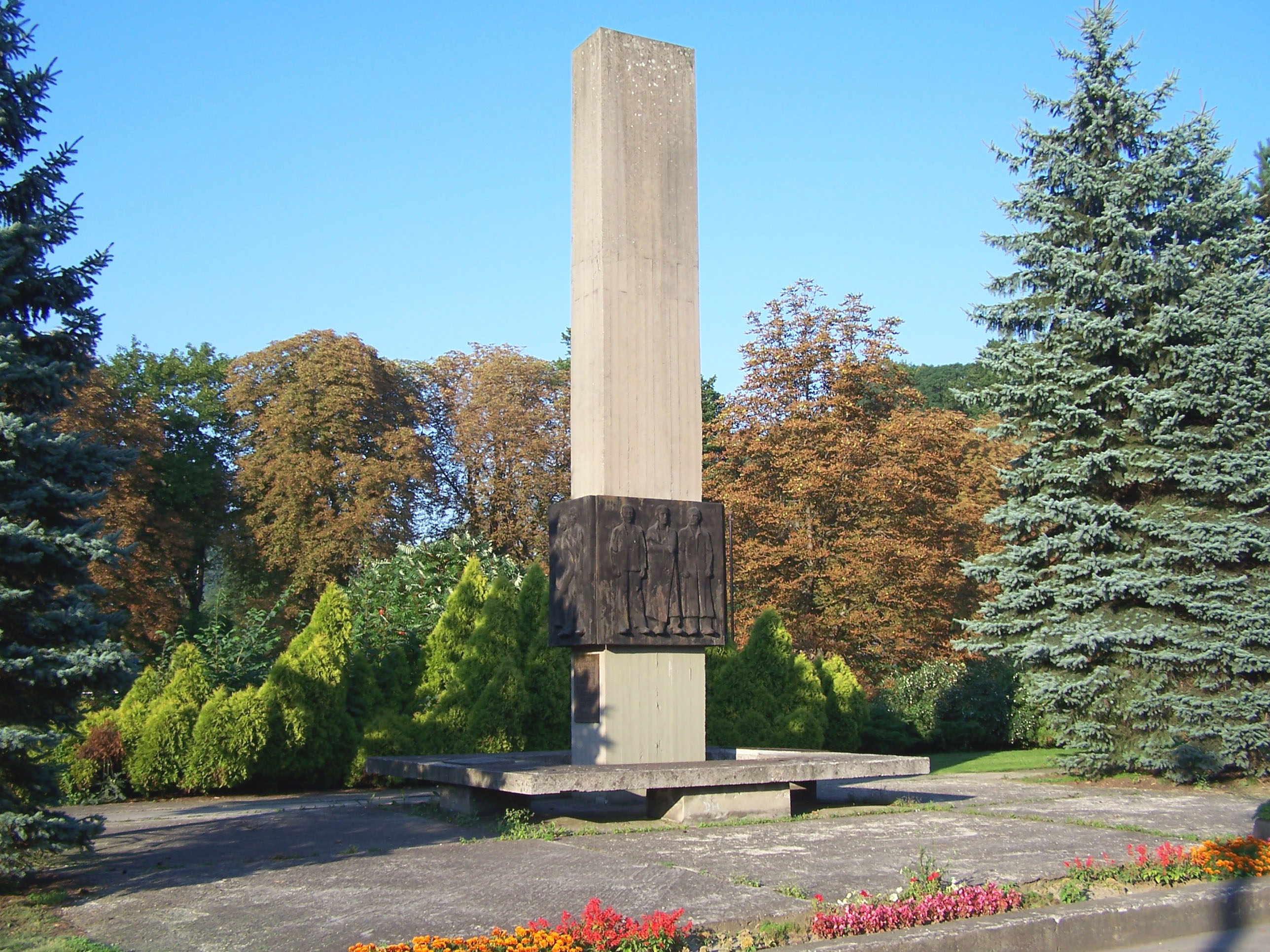
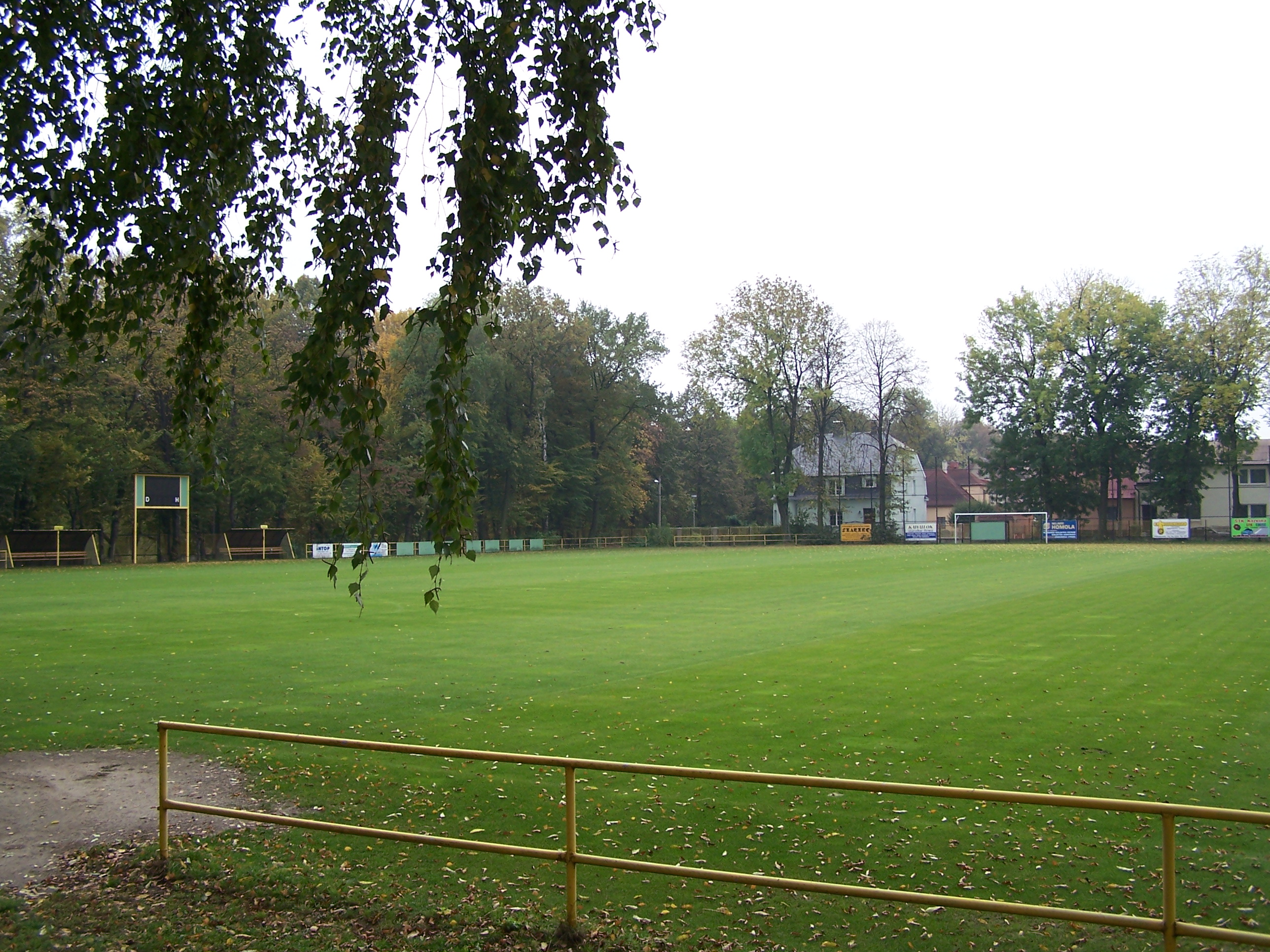
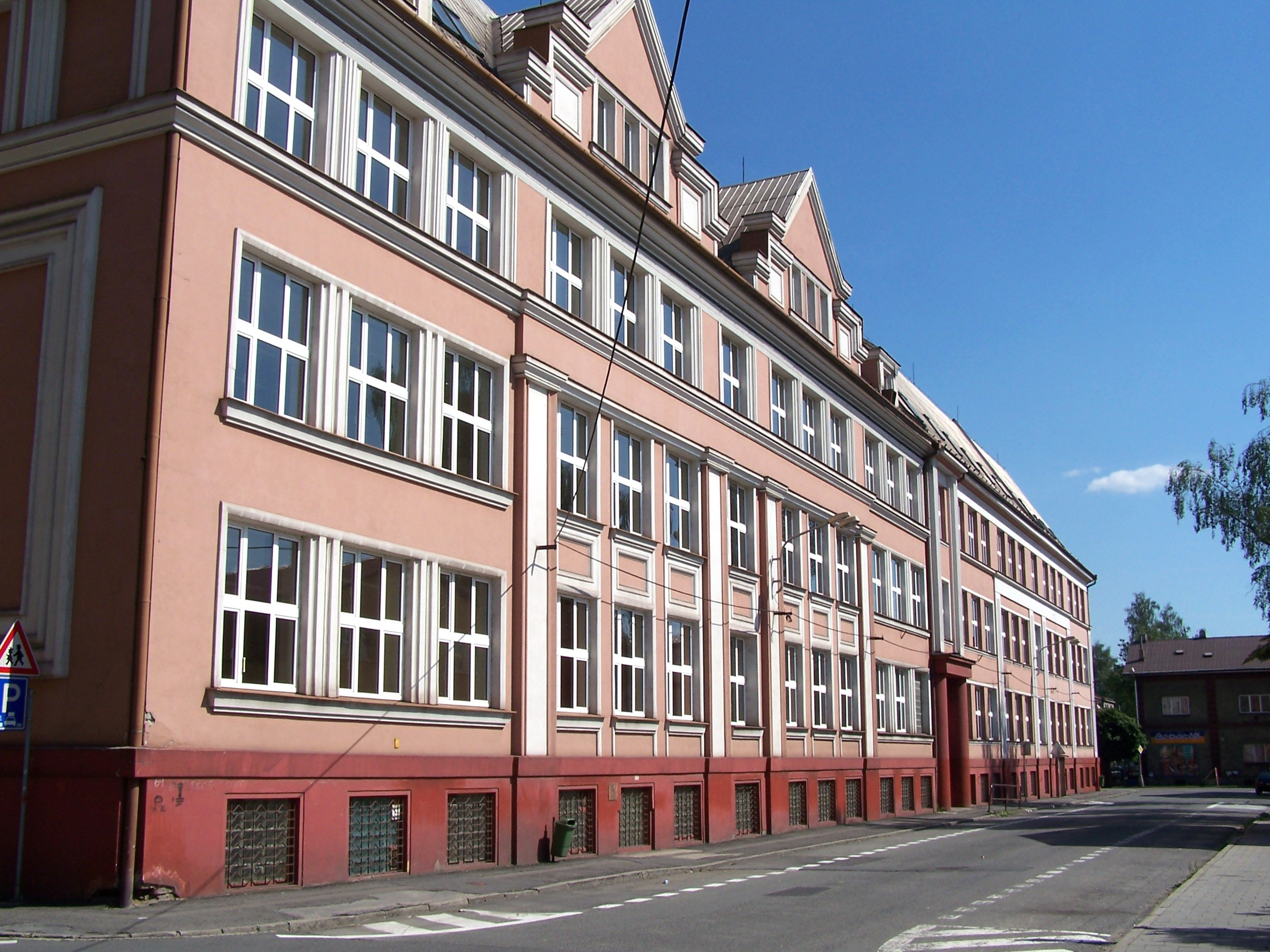
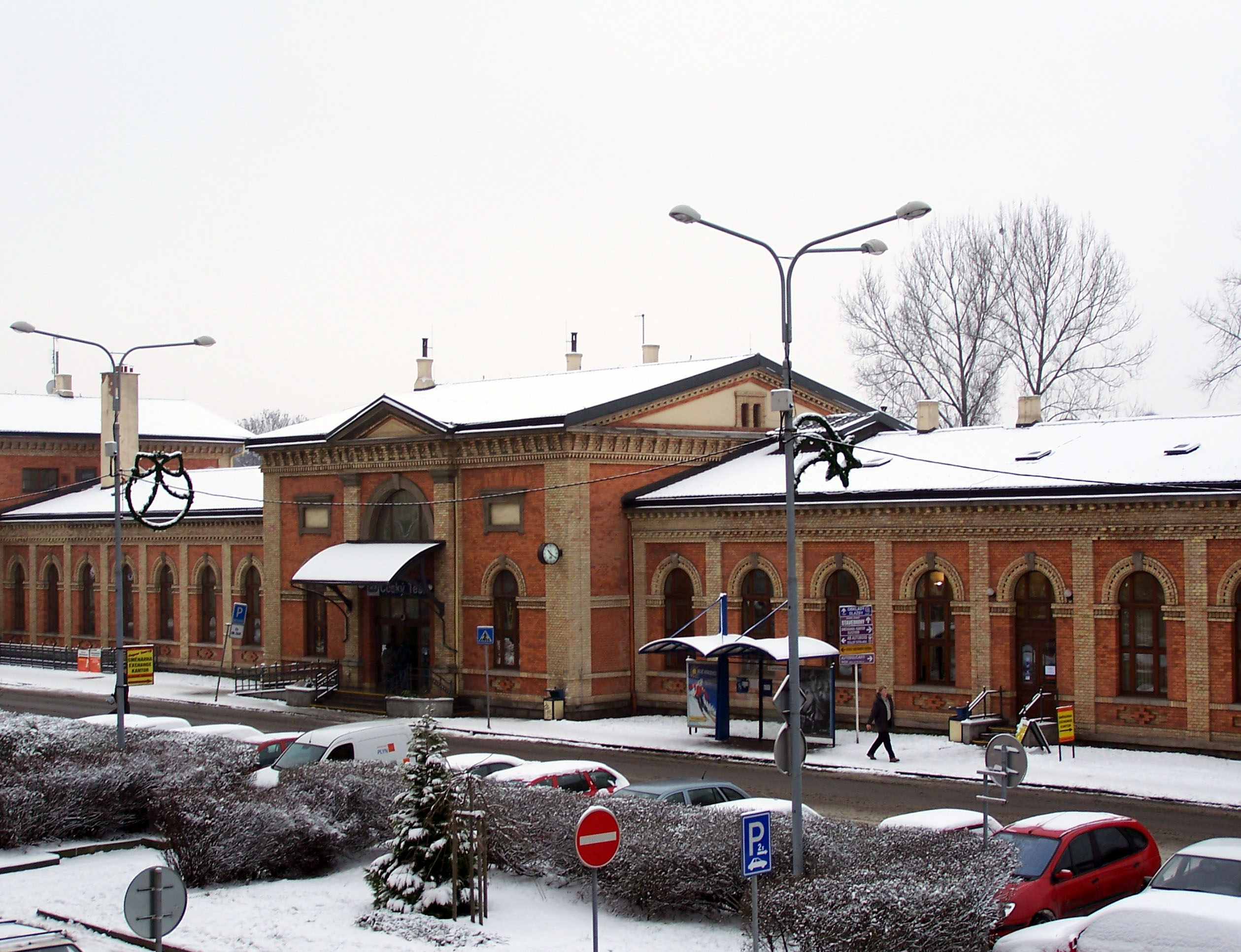
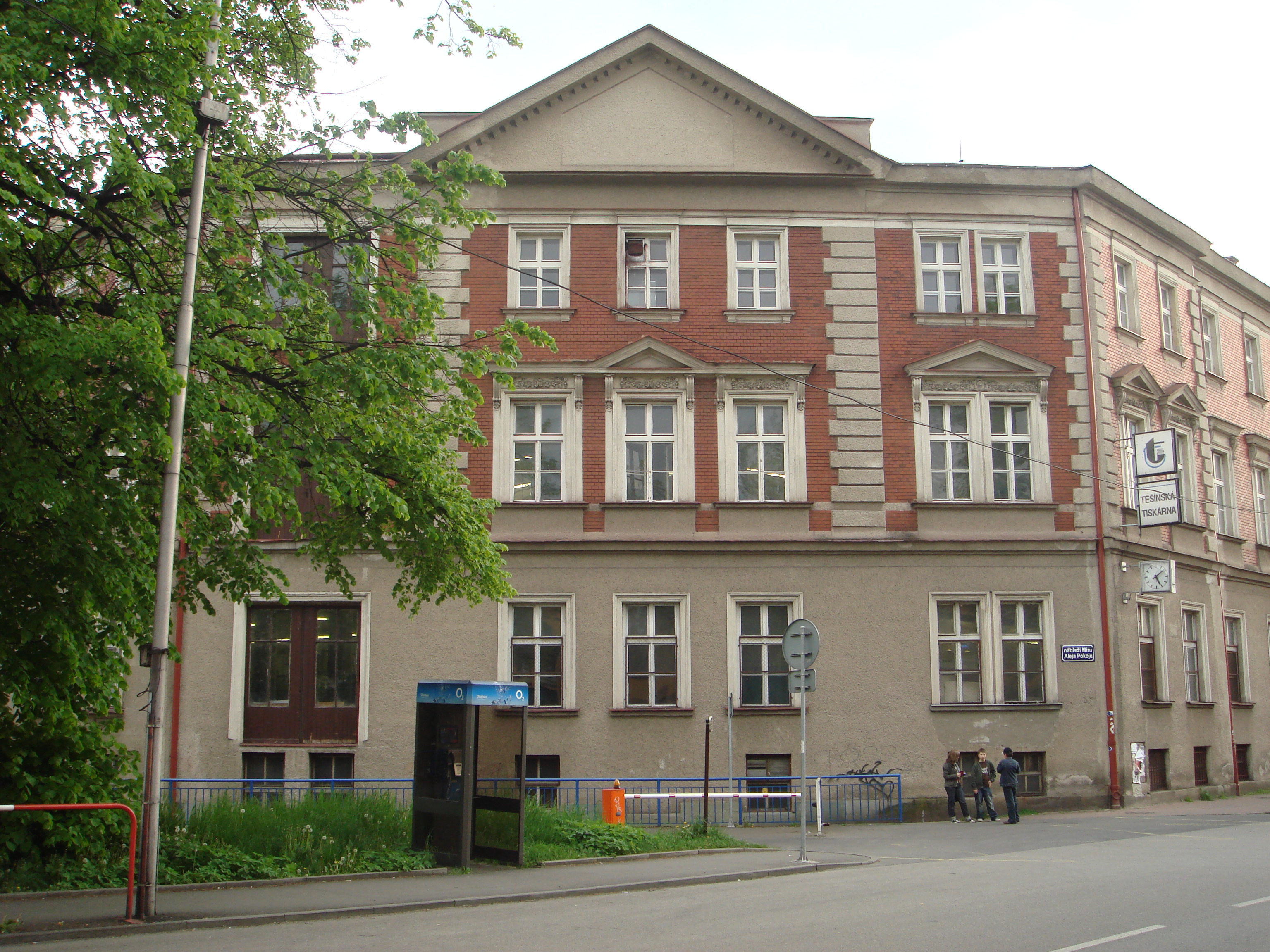
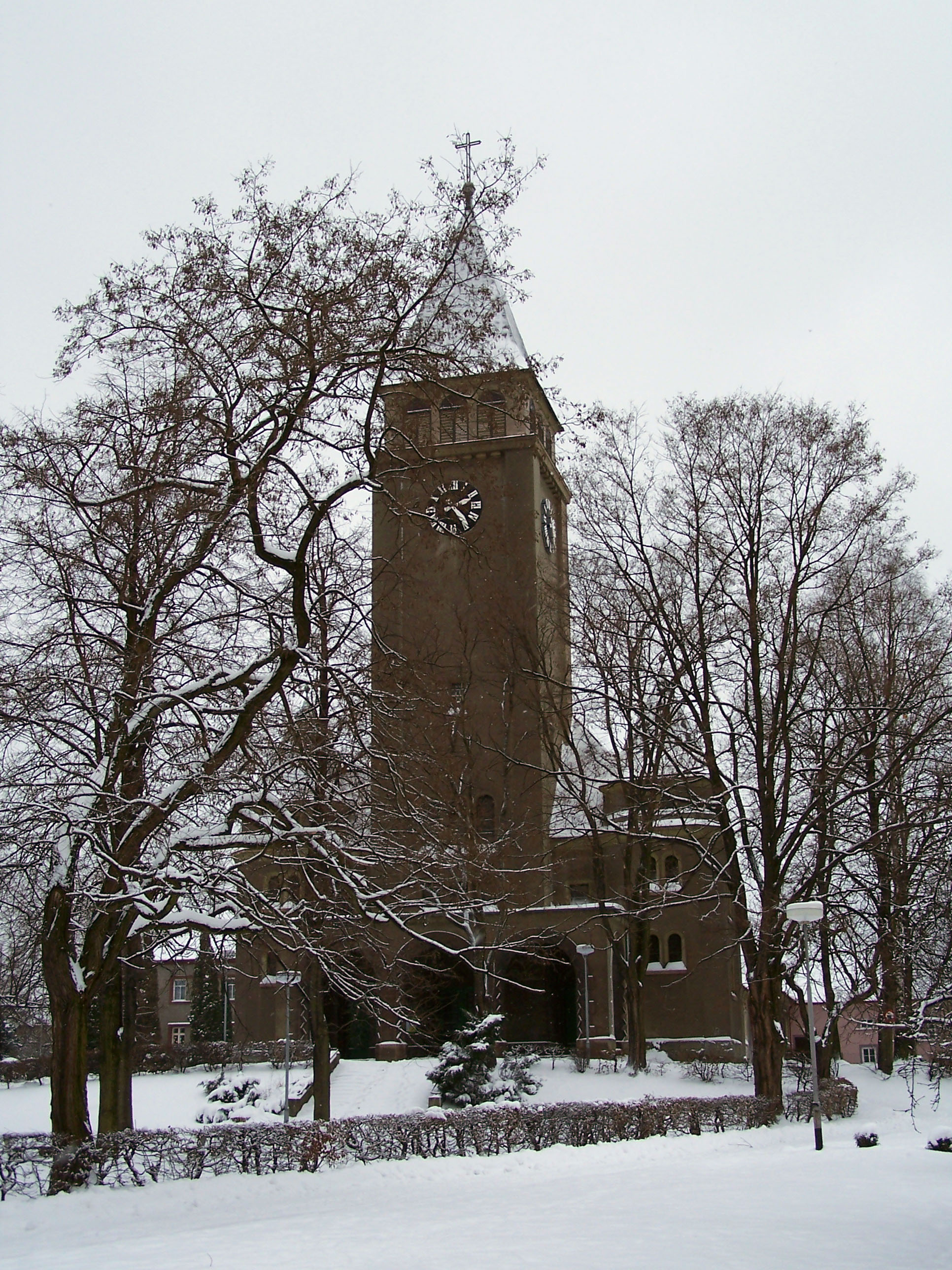
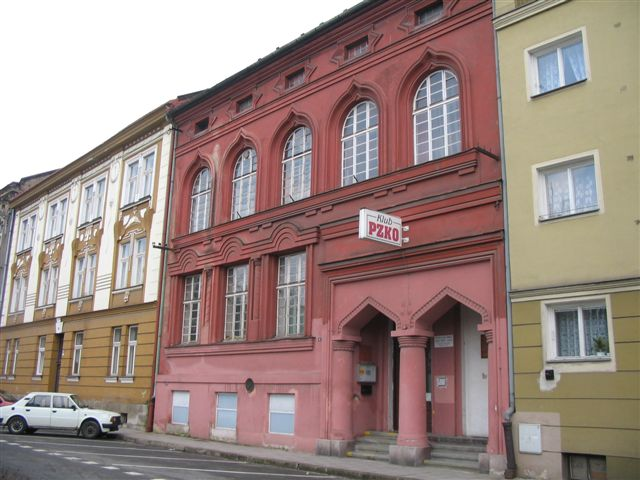
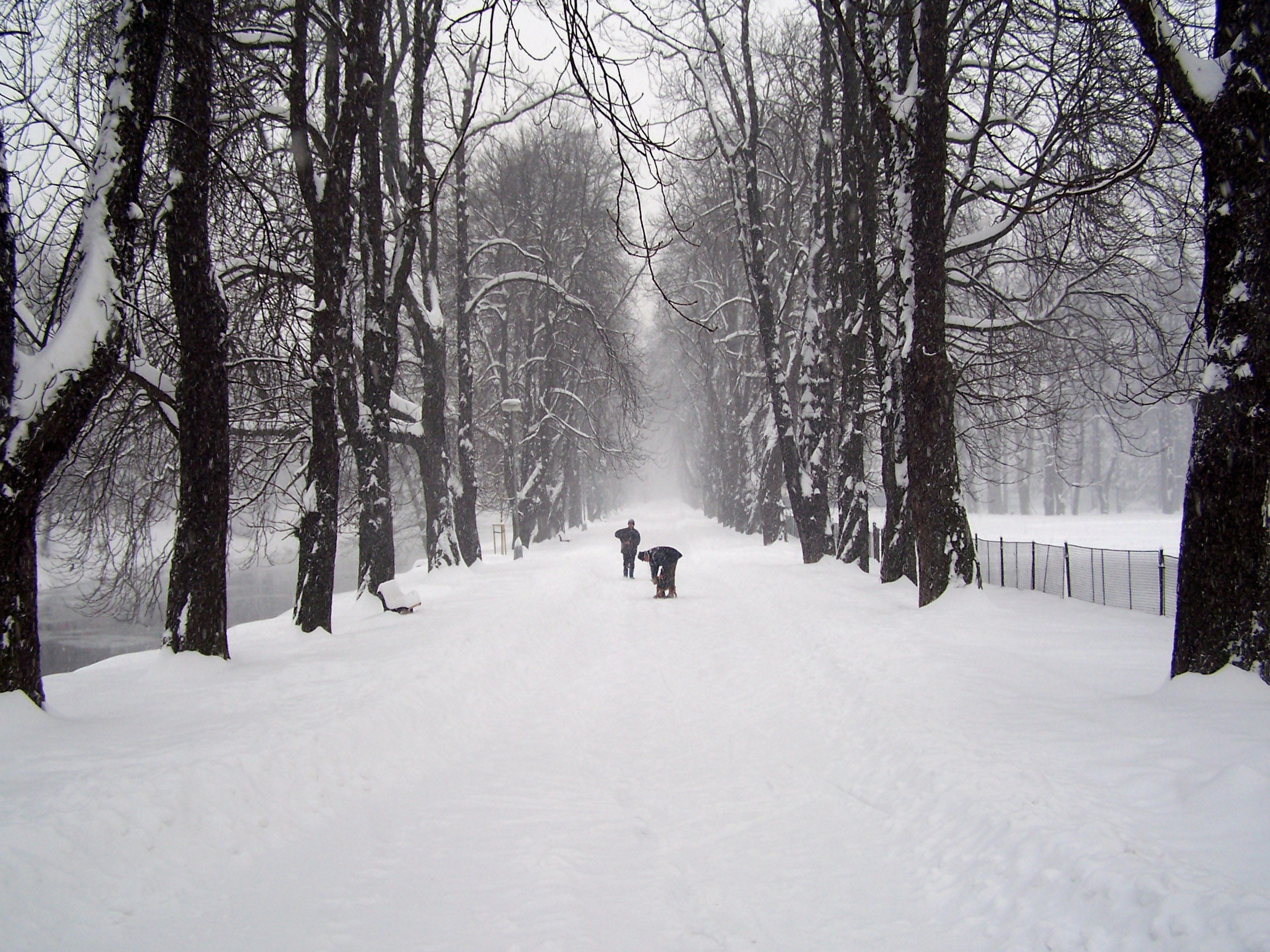